# Hugo Leopold ze Salm-Reifferscheidt-Raitze
Hugo Leopold František Karel Hippolyt kníže a starohrabě ze Salm-Reifferscheit-Raitze (německyHugo Leopold Franz Karl Hippolyt Fürst und Altgraf zu Salm-Reifferscheidt-Raitz; 2. prosince 1863 Vídeň – 31. prosince 1903 Rájec nad Svitavou) byl rakouský a moravský šlechtic, příslušník rájecké větve rodu Salm-Reifferscheidtů (Salm-Reifferscheidt-Raitz). V roce 1890 zdědil titul knížete, patřil k největším velkostatkářům na Moravě, vlastnil také uhelné doly na Ostravsku. V politice se angažoval jako poslanec Moravského zemského sněmu a člen rakouské Panské sněmovny. Pro odlišení od svých předchůdců a nástupců stejného jména bývá uváděn jako Hugo IV. Salm.

## Životopis

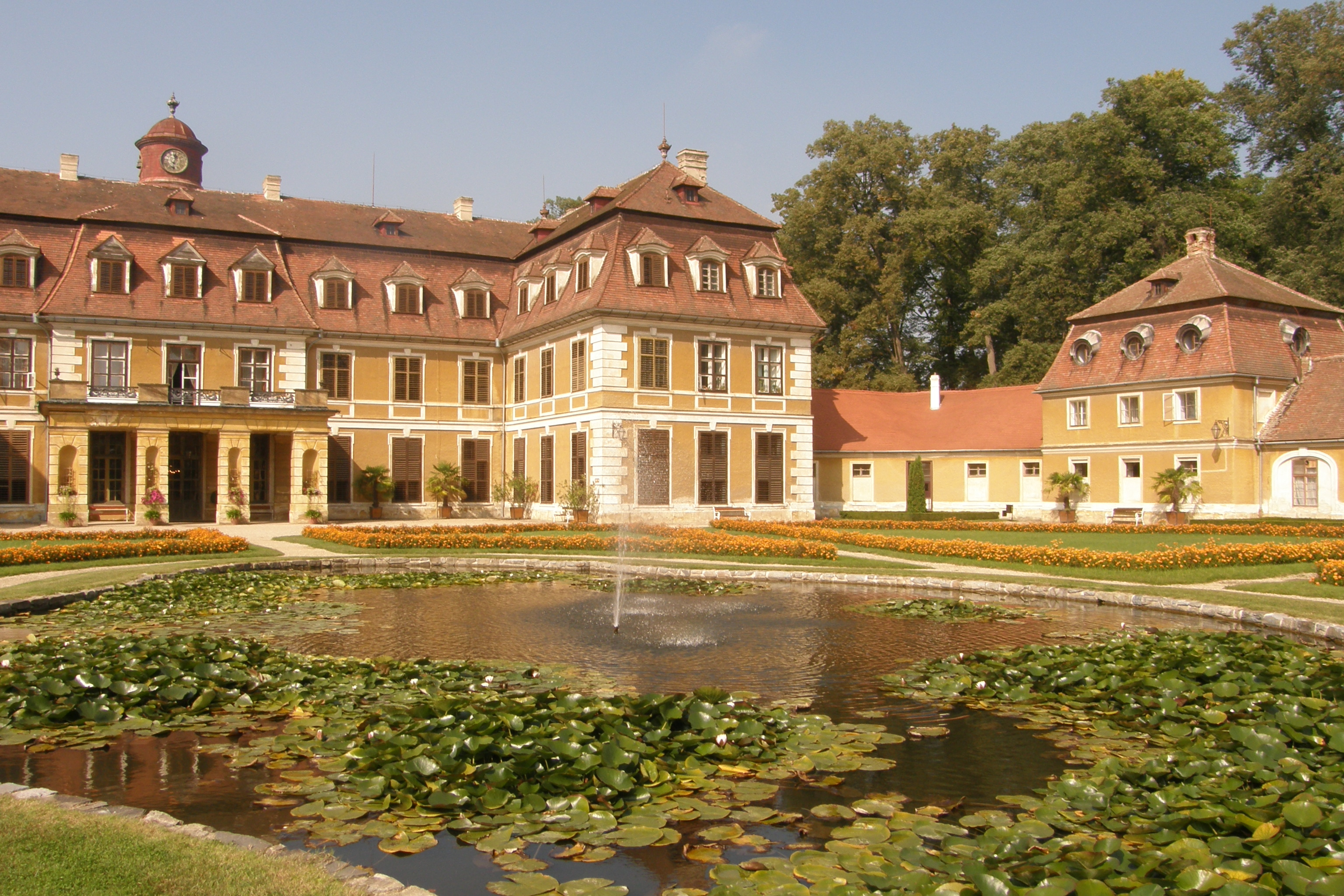
Zámek Rájec nad Svitavou

Pocházel z významné šlechtické rodiny Salmů připomínané od 10. století, patřil k moravské větvi sídlící na zámku Rájec označované jako Salm-Reifferscheidt-Raitz, narodil se ve Vídni jako nejstarší syn knížete Huga Karla ze Salm-Reifferscheidtu (1832–1890) a jeho manželky Alžběty, rozené princezny z Lichtenštejna (1832–1894). Studoval v Brně a ve Vídni, maturoval ve Vídni, poté pokračoval ve studiu na vídeňské univerzitě. V roce 1888 byl jmenován c. k. komořím a po otci zdědil v roce 1890 titul knížete spolu s členstvím v panské sněmovně. Zároveň se stal správcem rodového majetku představovaného velkostatky Rájec a Blansko, které s rozlohou přes 13 000 hektarů půdy patřily k největším na Moravě. Pokračoval také v rodinném podnikání, došlo ale k úpadku kdysi prosperujících železáren v Blansku, které za 910 000 zlatých v roce 1897 koupila společnost Breitfeld-Daněk. Problémy provázely i rodinné důlní podnikání na Ostravsku (doly Důl Salm I - Ignát, Důl Salm II - Leopoldina, Důl Salm VII - Hugo), kde s pomocí úvěru vznikla Ostravská akciová důlní společnost, Salmovi v ní ale zůstal majoritní podíl 86%.
V letech 1893–1903 byl poslancem moravského zemského sněmu za II. sbor velkostatkářské kurie. Zvolen byl poprvé v lednu 1893 v doplňovacích volbách, následně úspěšně absolvoval řádné volby v letech 1896 a 1902. Náležel k velkostatkářské straně středu (Mittelpartei) a jako vášnivý milovník lovu se ve sněmovních debatách věnoval především problematice loveckého zákona. Veřejného života se zúčastnil jako předseda moravskoslezské Hospodářské společnosti a člen Obchodní a živnostenské komory v Brně.

## Rodina

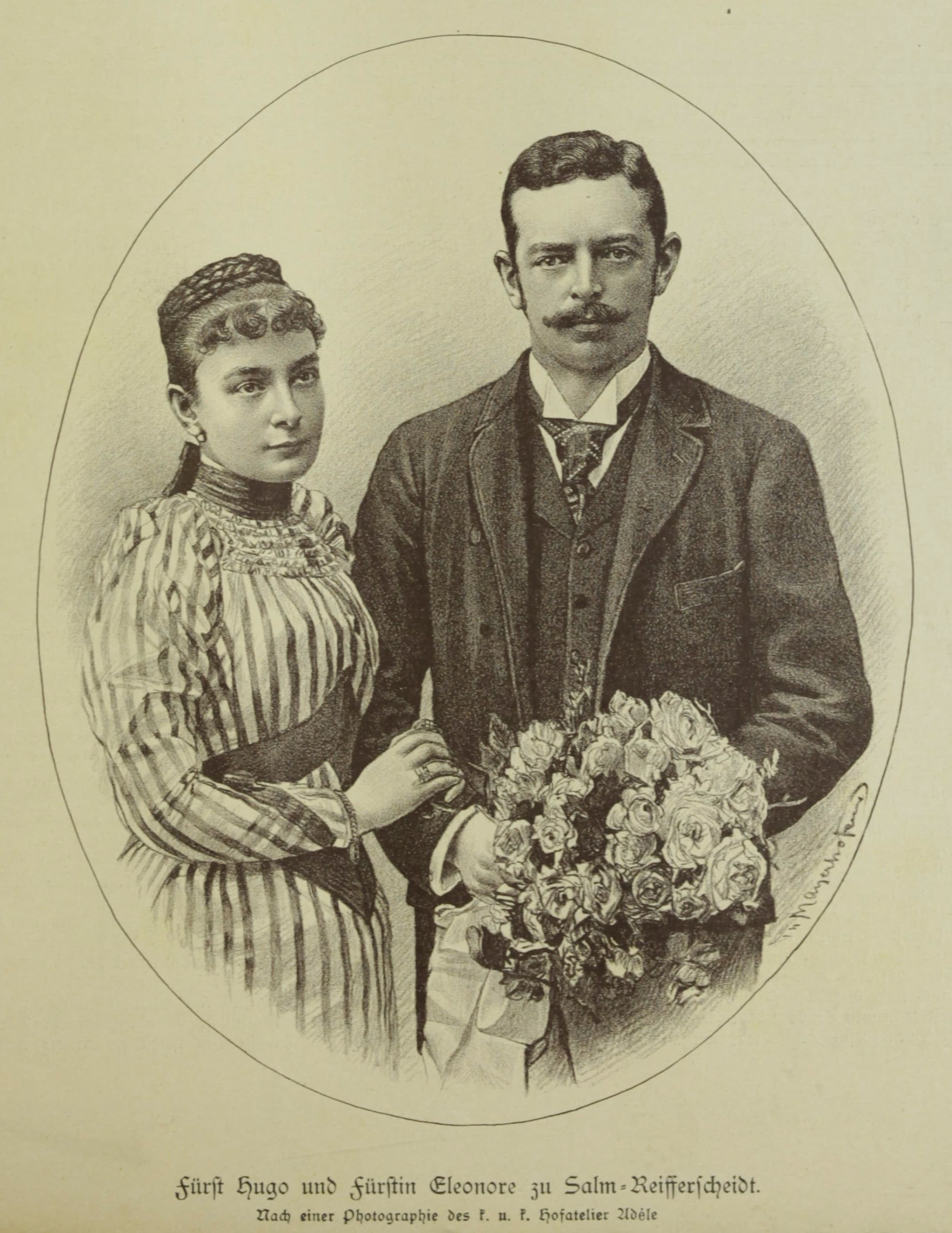
1891

V roce 1891 se ve Vídni oženil s Eleonorou ze Šternberka (1873–1960), dámou Řádu hvězdového kříže, dcerou generála hraběte Leopolda ze Šternberka. Měli spolu tři děti:
- 1. Alžběta (10. srpna 1892 Blansko – 18. listopadu 1964 Vídeň), manž. Pavel III. Drašković z Trakošćanu (23. března 1884 Vídeň – 22. října 1959 Güssing)
- 2. Hugo Mikuláš (14. října 1893 Blansko – 2. března 1946 Rájec), kníže a starohrabě Salm-Reifferscheidt-Raitz, manž. 1920 Leopoldina z Mensdorff-Pouilly (6. září 1895 Boskovice – 30. března 1980 Vídeň)
- 3. Leopold (18. března 1897 Blansko – 16. února 1941), svobodný a bezdětný

Mezi Hugovými příbuznými byly významné osobnosti z řad nejvyšší šlechty, zámek v Rájci například často navštěvoval jeho strýc kníže Rudolf z Lichtenštejna (1838–1908), císařský nejvyšší hofmistr, který měl na zámku vyčleněno vlastní apartmá. Poslední léta života zde strávil Hugův tchán hrabě Leopold ze Šternberka, který na rájeckém zámku také zemřel.